# Twee getuigen
In de Openbaring van Johannes zijn de twee getuigen (Koinè: δύο μαρτύρων, duo martyron) twee profeten die door Johannes van Patmos werden gezien tijdens de "tweede wee" in Openbaring 11:1-14.

## Vermeldingen in Openbaring
Ik zal mijn twee getuigen opdracht geven om te profeteren. Gedurende twaalfhonderdzestig dagen zullen ze dat doen, gehuld in een boetekleed. Zij zijn de twee olijfbomen en de twee lampenstandaards die voor de Heer van de wereld staan. Als iemand hun kwaad wil doen, komt er vuur uit hun mond, dat hun vijanden verteert; op die manier zal iedereen die hun kwaad wil doen moeten sterven. Zij hebben de macht om de hemel te sluiten, zodat er geen regen valt zolang zij profeteren. Ook hebben ze de macht om water in bloed te veranderen. Verder kunnen ze de aarde treffen met alle mogelijke plagen, zo vaak ze maar willen.— Openbaring 11:3-6
De twee getuigen zullen dus 1260 dagen (3½ jaar) profetieën vertellen en wonderbaarlijke dingen doen. Het beest zal zich door hen bedreigd voelen, ook omdat de twee getuigen door God gestuurd zijn en hij zal ze uiteindelijk doden:
Wanneer zij hun getuigenis hebben afgelegd, zal het beest dat uit de onderaardse diepte opstijgt de strijd met hen aanbinden, hen overwinnen en hen doden. Dan liggen hun lijken op het plein van de grote stad die in figuurlijke zin Sodom of Egypte heet, de stad waar ook hun Heer gekruisigd is. Gedurende drie en een halve dag komen er mensen uit alle landen en volken, van elke stam en taal, om hun lijken te zien, en zij dulden niet dat ze begraven worden. De mensen die op aarde leven juichen om de dood van de twee profeten, en opgetogen sturen ze elkaar geschenken, want die profeten waren een grote kwelling voor hen geweest.— Openbaring 11:7-10
De mensen die aan de kant van het beest staan, zijn opgelucht door de dood van de twee getuigen en ze vieren feest.
Vervolgens liggen de lijken van de twee getuigen nog 3½ dag op straat, totdat God ze uit de dood laat opstaan en vervolgens in de hemel opneemt:
Maar toen de drie en een halve dag voorbij waren, voer er een levensgeest uit God in hen en kwamen ze weer overeind. Iedereen die hen zag werd doodsbang. Er klonk een luide stem uit de hemel, die tegen hen zei: “Kom hierboven.” Toen stegen ze in de wolk op naar de hemel, voor het oog van hun vijanden.— Openbaring 11:11-12

## Interpretatie
In Openbaring worden de namen van de twee getuigen niet genoemd en er is geen consensus wie ermee worden aangeduid. Reeds in de tijd van Joachim van Fiore (c. 1200) waren er legio interpretaties.
- Swete ziet in deze twee getuigen de Kerk in haar taak van getuige. Het zijn er twee vanwege de stelregel in Deuteronomium 19:15 en vanwege de twee olijfbomen in Zacharia 4.[2] Pater Morant volgt die lijn.[3]
- Bousset ziet Elia en Mozes in deze twee getuigen.[4] Hij haakt hierbij aan op de joodse traditie inzake de terugkerende Elia op basis van een profetie dat JHWH hem zou sturen voor Zijn "grote en geduchte dag" (Maleachi 4:5). In het christendom werd de combinatie Elia en Mozes daarna ook gemaakt in het verhaal over de Gedaanteverandering van Jezus, waarin die twee in gesprek zijn met Jezus (Matteüs 17:1-8, Marcus 9:1-8 en Lucas 9:28-36). Charles sluit hierbij aan en ziet in Johannes 1:21 een aanvullende aanwijzing voor deze interpretatie.[5] Wikenhauser,[6] Lohse,[7] Visser[8] en Läpple[9] delen deze interpretatie.
- Zahn en Haugg beschouwen de twee getuigen als toekomstige figuren, waarbij Zahn denkt dat deze zullen voldoen aan de typologie van Elia en Mozes.[10][11]
- Kiddle legt de perikoop zo uit dat tijdens de heerschappij van de heidenen de Kerk als geheel zal blijven bestaan, maar het de twee getuigen anders zal vergaan. Zij staan voor al de getuigen die bij de laatste dag de heidenen oproepen tot bekering. De stad waar zij prediken en sterven is heel de wereld.[12]
- Munck ziet in deze twee getuigen Petrus en Paulus. Zijn belangrijkste argument is dat het gebruik van μάρτυρες in Openbaring overeenkomst met dat in Handelingen 22:15-16 waar Paulus μάρτυς voor Christus wordt genoemd.[13]
- Rissi ziet de christengemeenschap van Jeruzalem in de twee getuigen.[14] Brütsch sluit zich hierbij aan.[15]
- Minear stelt dat de twee getuigen niet disjunctief moeten worden geïnterpreteerd maar comprehensief. Er wordt niet een bepaalde historische figuur mee aangeduid, maar "via allusies beschrijft het 'transcedentaal model' alle ware profetie, het duidelijkst geopenbaard in de dood en opstanding van Jezus".[16]

Uit dit overzicht blijkt dat de verklaringen van allerlei aard zijn: historisch en symbolisch, individueel en collectief, contemporain en toekomstig. Er is brede consensus dat de twee getuigen zijn gemodelleerd naar het duo Mozes en Elia, vooral door de typering in vers 5 en 6. Hierbij dient te worden opgemerkt dat de traditie in het jodendom over een terugkerende Elia diep geworteld is. Dit geldt niet voor de rol als voorloper op de Messias en in de Hebreeuwse Bijbel wordt ook geen terugverwachting van Mozes geformuleerd.

## Film
In de christelijke speelfilm Left Behind II: Tribulation Force is te zien dat de twee getuigen vuur spuwen bij de Klaagmuur in Jeruzalem.